# Eibe im Pfarrgarten Somsdorf

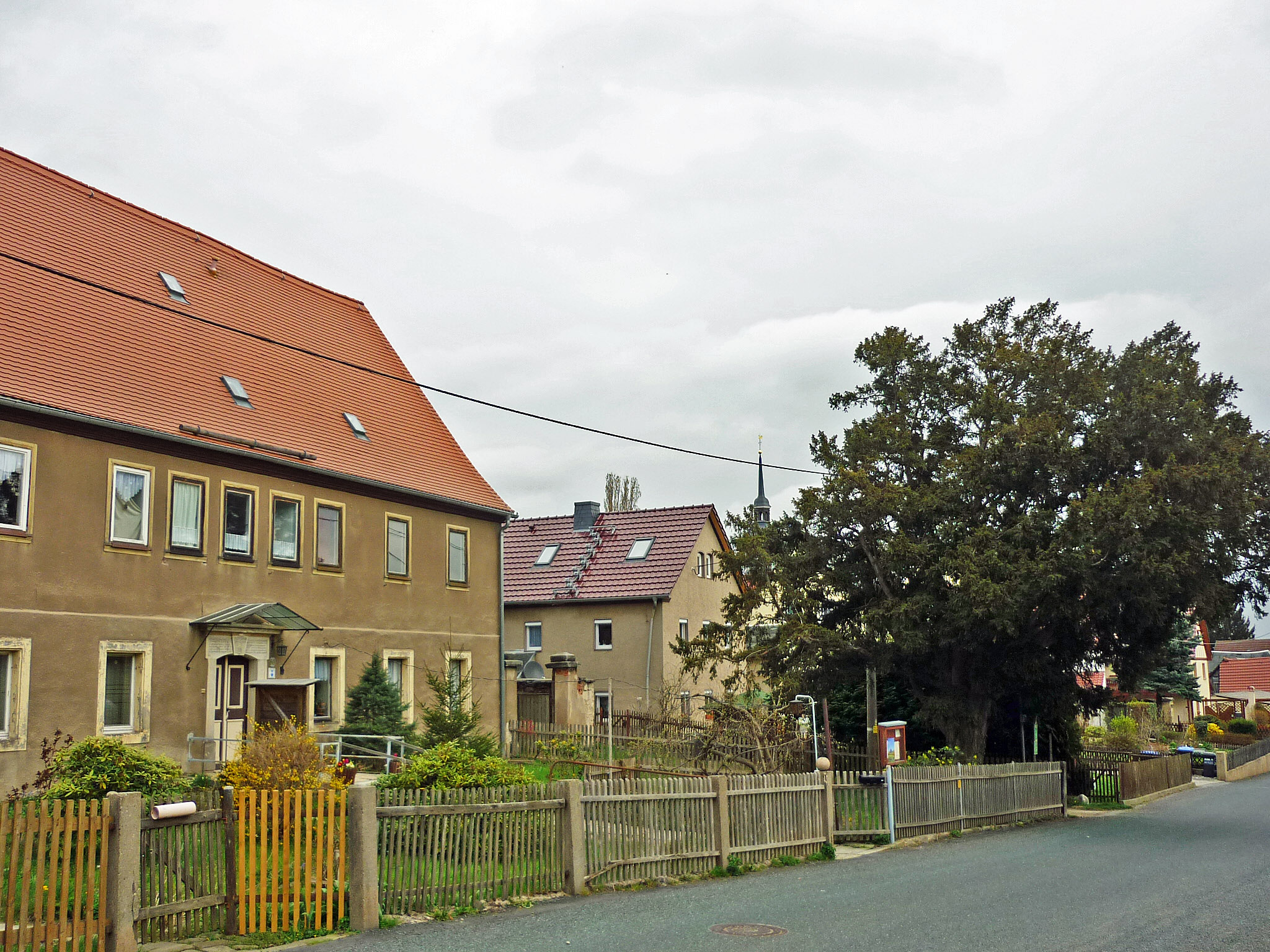
Das ehemalige Pfarrhaus Höckendorfer Straße 60 mit der Eibe

Die Eibe im Pfarrgarten Somsdorf ist ein Naturdenkmal im Freitaler Stadtteil Somsdorf. Sie befindet sich an der Höckendorfer Straße Ecke Am Graben auf dem Gelände des ehemaligen Pfarrgartens der Georgenkirchgemeinde.

## Beschreibung

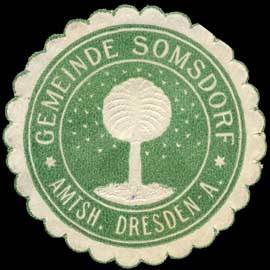
Siegelmarke mit der Eibe

Die Europäische Eibe (Taxus baccata) hat einen Stammumfang von 1,80 m und ist etwa zwölf Meter hoch. Sie wurde am 7. April 1847 als Ableger einer älteren Eibe, die einige Meter entfernt an der Straße Am Graben stand und 1873 oder 1874 gefällt wurde, gepflanzt. Diese ältere Eibe war zudem Vorbild für den im Somsdorfer Ortswappen abgebildeten Baum. Die Eibe im Pfarrgarten sollte nach deren Fällung die Funktion als Wappenbaum Somsdorfs fortführen.
Im Jahr 1951 wurde die Eibe unter Schutz gestellt und ist somit eines der Naturdenkmale in Freital.
Am unweit gelegenen Eingang zum Somsdorfer Friedhof befinden sich außerdem zwei als Naturdenkmal geschützte Stieleichen, in der Ortsmitte steht eine geschützte Traubeneiche.